# Laines
Pour les articles homonymes, voir Laines (homonymie).
La Laines est une rivière des deux départements Aube et Haute-Marne, dans la région Grand Est, et affluente gauche de la Voire, donc un sous-affluent de la Seine par l'Aube.

## Géographie

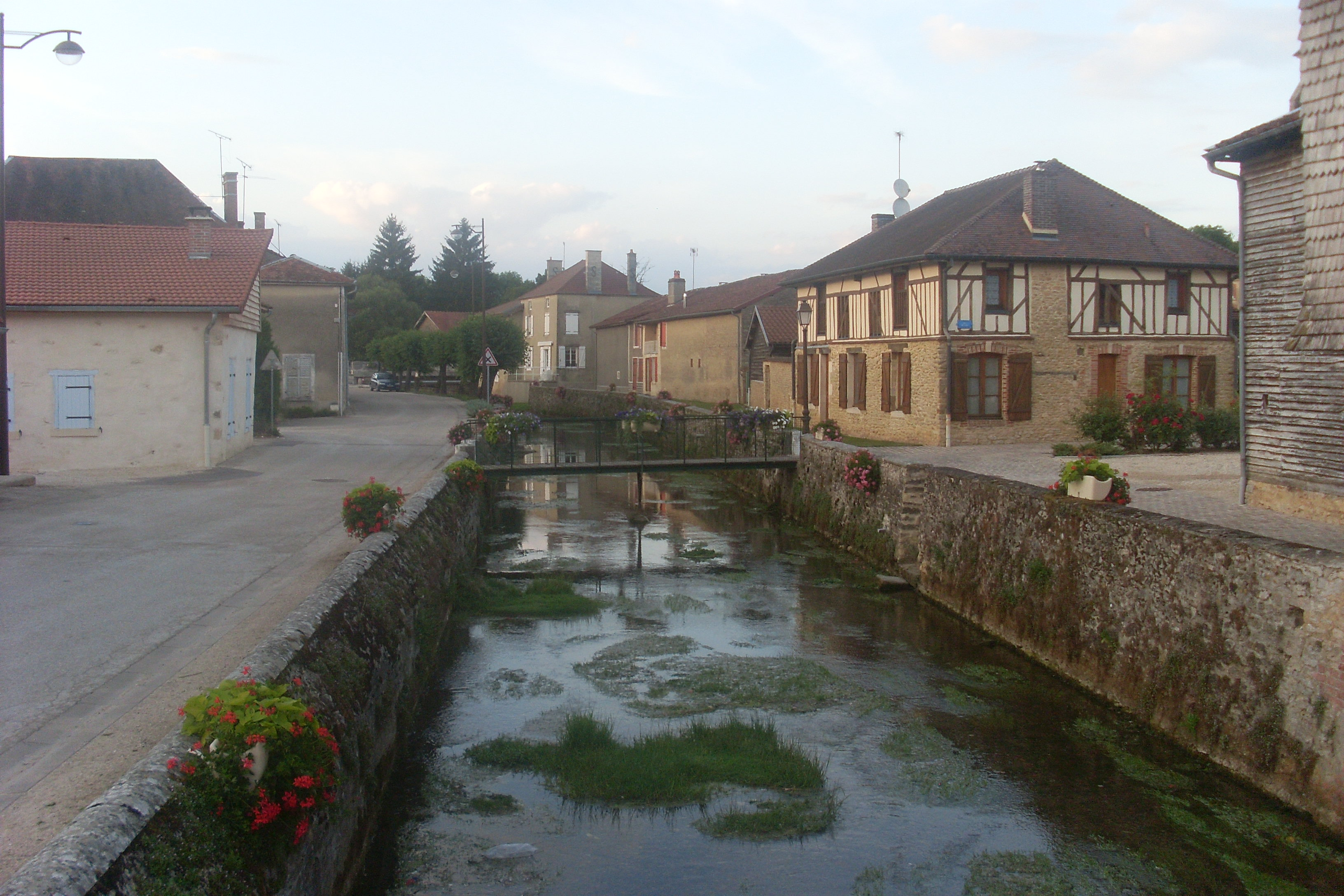
La Laines à Soulaines-Dhuys

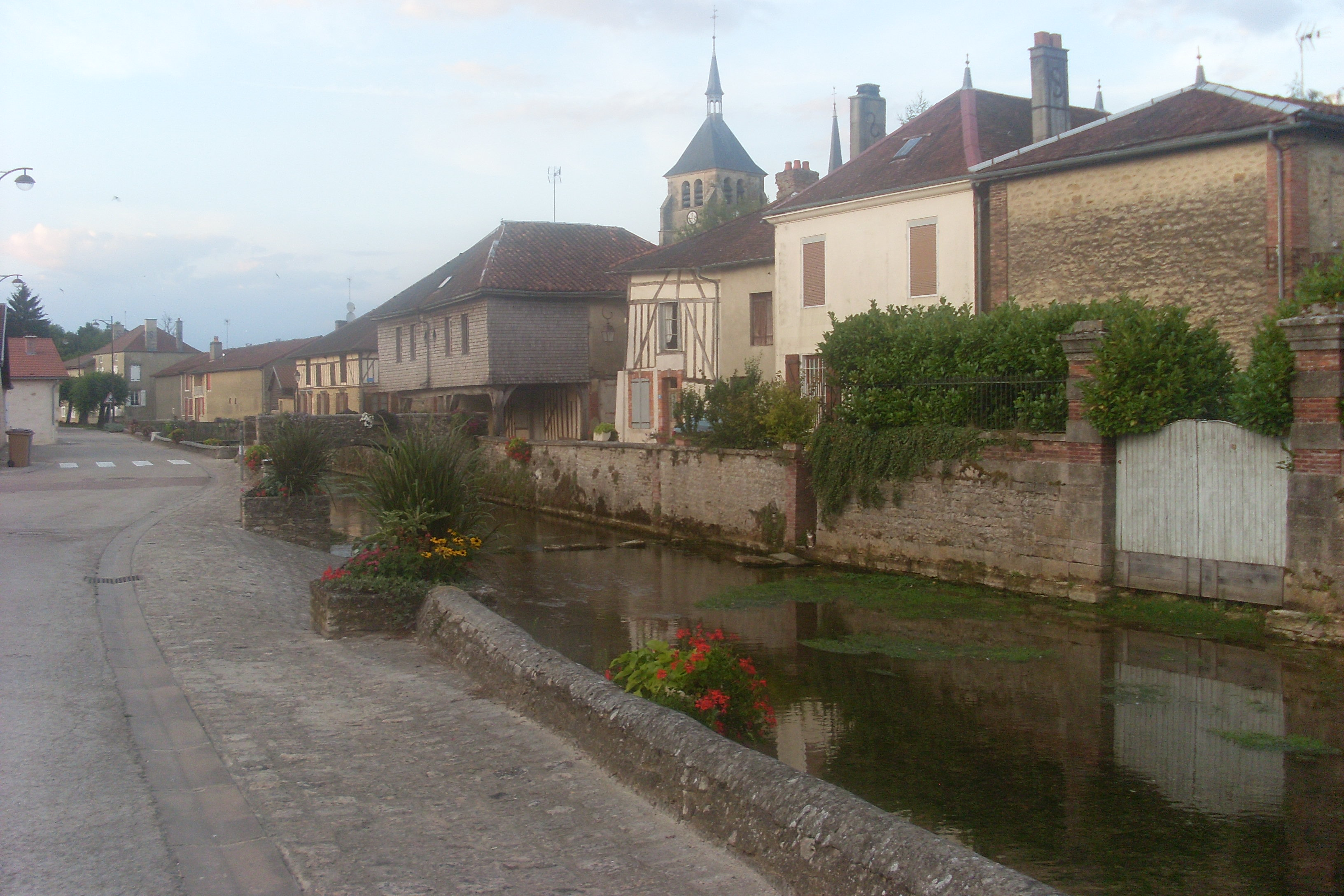
La Laines à Soulaines-Dhuys

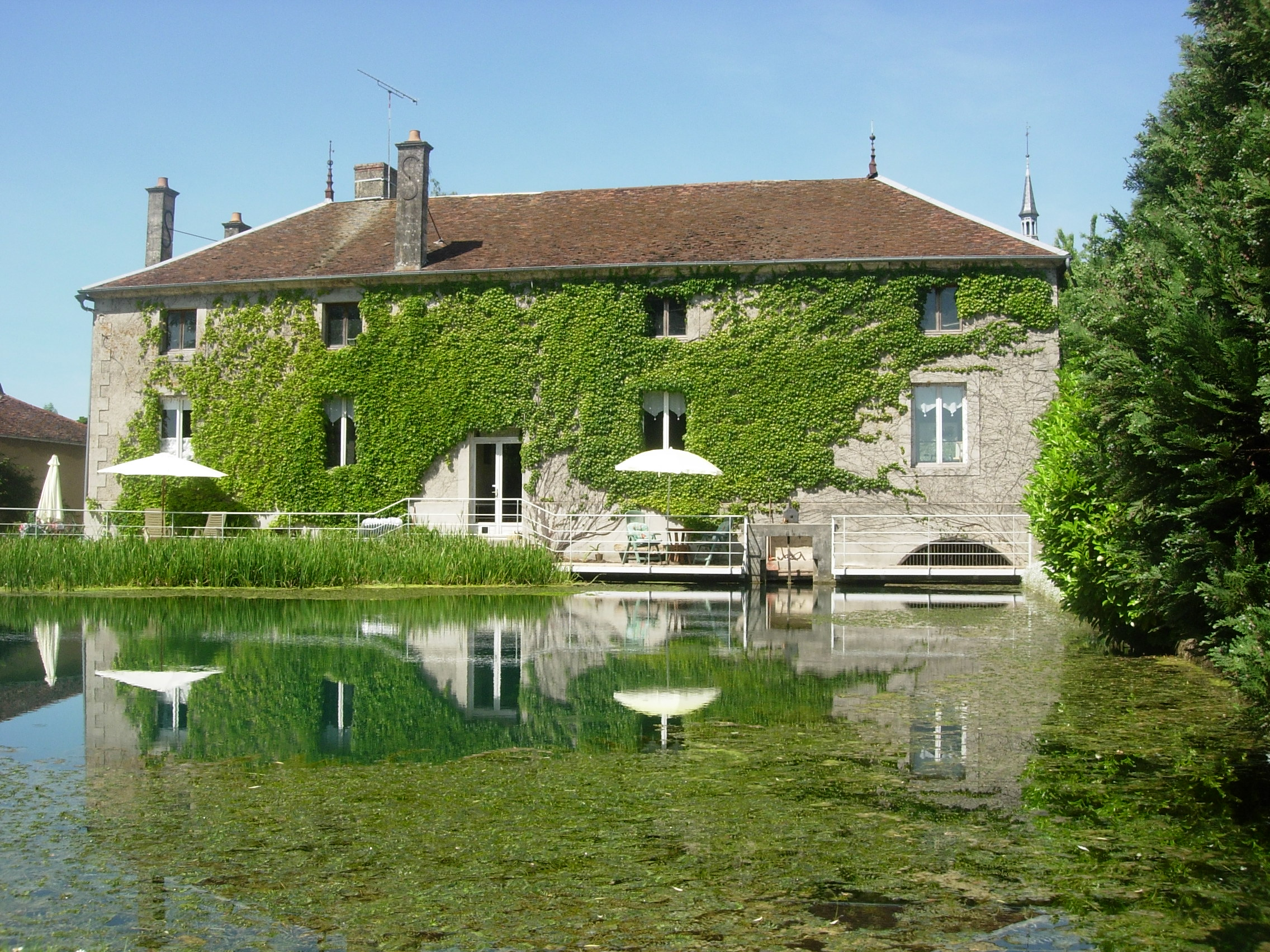
Le bassin de la résurgence et le moulin à Soulaines-Dhuys.

Longue de 28,4 km, elle naît  à Ville-sur-terre à 205 m d'altitude. Elle a aussi une résurgence à Soulaines-Dhuys à 138 m d'altitude. 
Après un parcours qui fait d'elle une frontière naturelle entre les départements de l'Aube et de la Haute-Marne, elle conflue dans la Voire, en rive gauche, entre Hampigny et Lentilles, à 116 m d'altitude.

### Communes traversées
Dans les deux départements de l'Aube et de la Haute-Marne, la Laines traverse les huit communes suivantes, de l'amont vers l'aval, de Ville-sur-Terre (source), Longeville-sur-la-Laines, Vallentigny, Louze, Soulaines-Dhuys, Anglus, Sauvage-Magny, Ceffonds, Hampigny, Lentilles (confluence).
Soit en termes de cantons, la Laines prend source dans le canton de Bar-sur-Aube, traverse le canton de Wassy, conflue dans le canton de Brienne-le-Château, dans les deux arrondissement de Bar-sur-Aube et arrondissement de Saint-Dizier.

### Toponymes
La Laines a donné son hydronyme aux deux commune de Longeville-sur-la-Laines et Soulaines-Dhuys.

### Bassin versant
La Laines traverse une seule zone hydrographique 'La laines de sa source au confluent de la Voire (exclu)' (F125). Le bassin versant est de 131 km2.

## Affluents
La Laines a trois affluents référencés :
- Le Ru Bussignot (rd), 2,7 km sur les deux communes de Thil (source) et Soulaines-Dhuys (confluence).
- le Ruisseau des Assurées (rg), 3,2 km sur les trois communes de Louze (confluence), Soulaines-Dhuys (source), Ceffonds. elle prend source dans la forêt de Soulaines.
- Les Noues d'Amance (rg), 19,4 km, sur neuf communes avec deux affluents[3] :
  - le Ruisseau de Chatillon,
  - le Forgeot, avec un affluent :
    - le Ruisseau de Saint-Victor,

### Rang de Strahler
Le rang de Strahler est donc de quatre.